# Sub Sonik
Sub Sonik pseudoniem van Ilmar Hansen (Haarlem, 29 oktober 1993) is een Nederlandse hardstyle-dj.

## Loopbaan
Sub Sonik heeft op meerdere grote events gestaan zoals: Supremacy, Defqon 1 , Dominator & Masters of Hardcore.
De Muziek wordt uitgebracht op het label van Brennan Heart genaamd: "We R".
Bekend van zijn remix van: "Darude - Sandstorm" die meer dan 1 miljoen views heeft bereikt op YouTube.

## Discografie

### Singles
| Artiest                      | Titel                          | Label               |
| ---------------------------- | ------------------------------ | ------------------- |
| Sub Sonik                    | To hell                        | Loudness Records    |
| Sub Sonik                    | Look At Me Now                 | We R RAW            |
| Sub Sonik                    | Go F*ck Yourself               | We R RAW            |
| Sub Sonik                    | F*ck Ya'll If You Doubt Me     | We R RAW            |
| Sub Sonik                    | Go!                            | We R RAW            |
| Brennan Heart                | Outta My Way (Sub Sonik Remix) | We R RAW            |
| Sub Sonik                    | M.F. Psycho                    | We R RAW            |
| Sub Sonik & Sub Zero Project | Raise Your Fist                | We R RAW            |
| Sub Sonik & Sub Zero Project | Headbanger                     | Dirty Workz Anarchy |
| Sub Sonik                    | Free Your Mind (ft MC Nolz)    | We R RAW            |
| Sub Sonik & Crypsis          | King Kong                      | Minus Is More       |
| Outbreak                     | Bassface (Sub Sonik Remix)     | We R RAW            |
| Sub Sonik & Digital Punk     | Bring It To 'Em RAW            | A2 Records          |
| Sub Sonik & Alpha2           | Say You're Scared              | A2 Records          |
| Sub Sonik & D-Fence          | Wazzup                         | Neophyte Records    |
| Sub Sonik                    | Nightmare                      | We R RAW            |
| Sub Sonik                    | Take What's Mine               | We R RAW            |